# إسكندر (إمبراطور بيزنطي)
إِسْكَندَرُ الرُّومِيّ (باليونانية: Αλέξανδρος)‏(باللاتينية: Alexandros) (ولد في 23 نوفمبر 870 – توفي في 6 يونيو 913 م) هو إمبراطور الروم، حكم كإمبراطور في الإمبراطورية البيزنطية في (11 مايو 912 – 6 يونيو 913 م)، وهو ثالث أباطرة السلالة المقدونية.

## حياته
ولد إسكندر في الأرجوانية، وكان الابن الثالث للإمبراطور باسيل الأول ويودوكيا الإنغرية. على عكس أخيه الأكبر ليو السادس الحكيم، لم تكن أبوته محل خلاف بين باسيل الأول وميخائيل الثالث؛ لأنه ولد بعد سنوات من وفاة ميخائيل. وعندما كان طفلًا، توّج إسكندر كإمبراطور مشارك من قبل والده في أوائل عام 879 م، بعد وفاة قسطنطين نجل باسيل.[بحاجة لمصدر]
عند وفاة شقيقه ليو في 11 مايو 912 م، خلف إسكندر كإمبراطور كبير إلى جانب ابن ليو الصغير قسطنطين السابع. وكان أول إمبراطور بيزنطي يستخدم مصطلح «بغاطر» على العملات للاحتفال بنهاية الثلاثة وثلاثين عامًا من توليه منصب الإمبراطور المشارك. قام إسكندر على الفور بطرد معظم مستشاري ومعيني ليو، بما في ذلك الأميرال همريوس، والبطريرك يوثيميوس، والإمبراطورة زوي كربوسينا، والدة قسطنطين السابع، التي حبسها في دير للراهبات. مُنحت البطريركية مرة أخرى لنقولا ميستيكوس، الذي تم عزله من هذا المنصب بسبب معارضته لزواج ليو الرابع.[بحاجة لمصدر]
وفي خلال فترة حكمه القصيرة، وجد إسكندر نفسه مهاجمًا من قبل قوات الخليفة جعفر المقتدر بالله في الشرق، وكذلك أثار حربًا مع سمعان الأول ملك بلغاريا برفضه إرسال الجزية التقليدية عند اعتلائه العرش، لكن توفي إسكندر بعد فترة وجيزة بسبب مرض في المعدة وذلك بأنه كان يفرط في تناول الطعام والكحول.[بحاجة لمصدر]